# Rustam Szaripow
Rustam Chalimdżanowycz Szaripow (ukr. Рустам Халімджанович Шаріпов; ur. 2 czerwca 1971 w Duszanbe) – ukraiński gimnastyk. Trzykrotny medalista olimpijski.
Brał udział w dwóch igrzyskach (IO 92, IO 96), na obu zdobywał medale. W 1992 startował w barwach Wspólnoty Niepodległych Państw, później reprezentował Ukrainę. W 1992 triumfował w drużynie. Cztery lata później był trzeci w tej konkurencji, zwyciężył w ćwiczeniach na poręczach. Był mistrzem świata na poręczach w 1996, srebrnym medalistą w 1994. W drużynie zajął trzecie miejsce w 1994. Był złotym i srebrnym medalistą mistrzostw Europy w 1996.